# Grammisgalan 2011
Grammisgalan 2011 hölls på Kungliga Operan i Stockholm den 17 januari 2011, och gällde 2010 års prestationer. Galan producerades av Helenaochsofie, som fått uppgiften att förnya och utveckla galan. Konferencier för Grammisgalan 2011 var Eva Dahlgren.

## Priser
- Årets album: Robyn – Body Talk
- Årets svenska internationella framgång: RedOne
- Årets barnalbum: Orkester Pop – Stava med skägg
- Årets dansband: Lasse Stefanz – Texas
- Årets nykomling: Oskar Linnros – Vilja bli
- Årets grupp: Johnossi – Mavericks
- Årets manliga artist: Håkan Hellström – 2 steg från Paradise
- Årets kvinnliga artist: Robyn – Body Talk
- Årets folkmusik/visa: Blandade artister – Sonja Åkesson tolkad av
- Årets hårdrock: Watain – Lawless darkness
- Årets jazz: Dan Berglunds Tonbruket – Tonbruket
- Årets klassiska: Zilliacusperssonraitinen – Wolfgang Amadeus Mozart: Divertimento
- Årets textförfattare: Håkan Hellström – 2 steg från Paradise
- Årets urban/dance: Familjen – Mänskligheten
- Årets kompositör: Klas Åhlund & Robyn – Body Talk
- International artist breakthrough of the year: Donkeyboy
- Årets artist: Robyn
- Årets producent: RedOne
- Årets låt: Robyn – Dancing on My Own
- Årets specialutgåva: Peter LeMarc – Starkare än ord – samtliga album 1987–2008 och mer därtill
- Årets hederspris: Dag Häggqvist, grundare av Gazell
- Årets innovatör: iamamiwhoami

### Fotnoter
1. ↑  Erika Hallhagen (17 januari 2011). ”Grammisgalan 2011 – Kungliga Operan”. Svenska dagbladet. http://blog.svd.se/kultur/2011/01/17/grammisgalan-2011-kungliga-operan/. Läst 1 mars 2017.